# Donald (Australia)
Donald – miasto w Australii, w stanie Wiktoria.